# Красицький Петро Фотійович

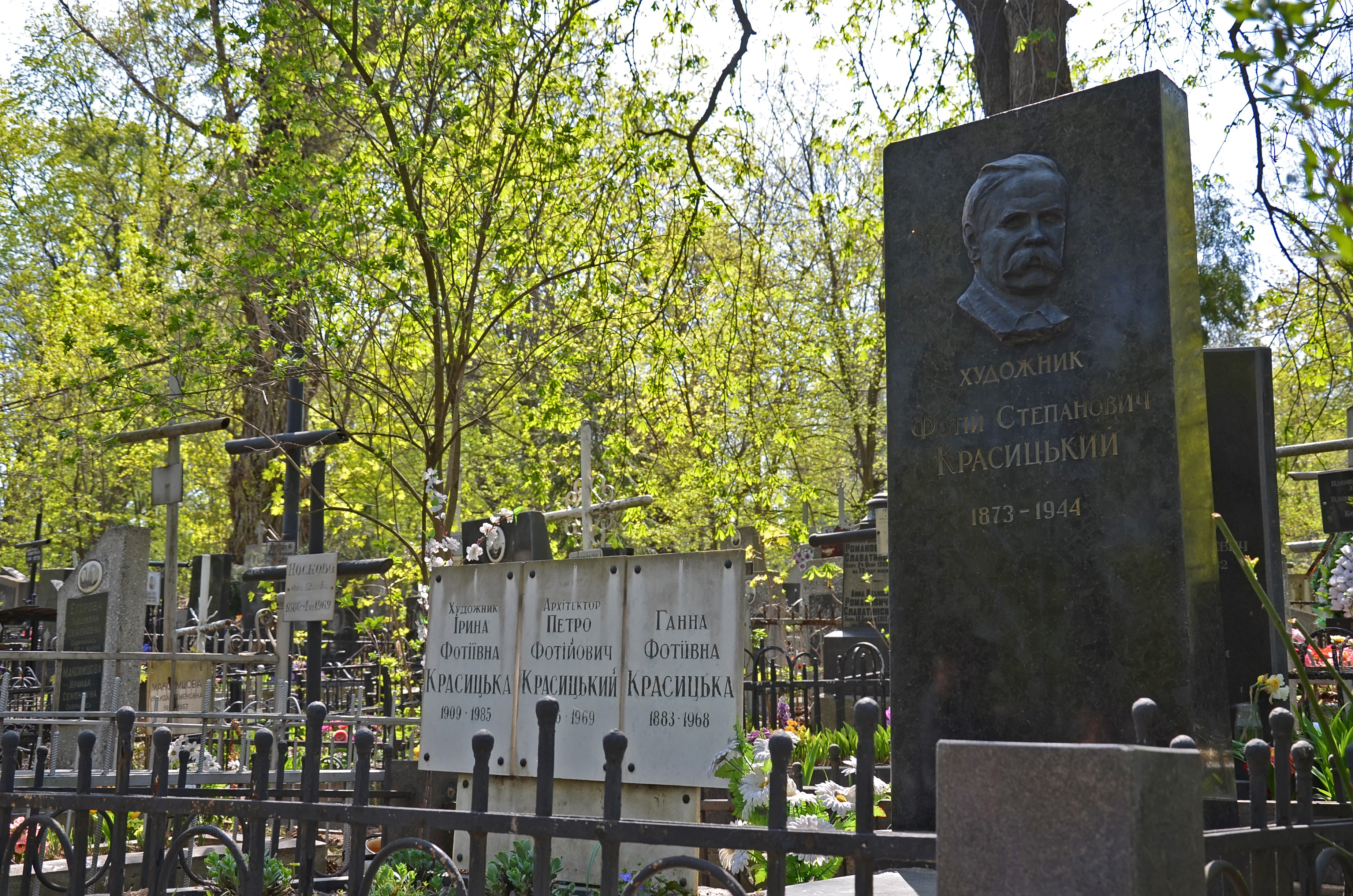
Могила Петра Красицького на Байковому кладовищі

Краси́цький Петро́ Фо́тійович (10 (23) червня 1906 , Київ, Київська губернія, Російська імперія  — 11 квітня 1968 , Київ )) — український радянський архітектор.

## Біографія
Петро Красицький народився 10 (23) червня 1906 року в Києві в родині українського художника Фотія Красицького, класика українського малярства і графіки, внучатого небожа Тараса Шевченка. Мати — Ганна Фотіївна, була домогосподаркою та виховувала п'ятеро дітей. Охрестили Петра Красицького в Покровській церкві на Подолі, хрещеним батьком його став художник Григорій Дядченко.
1923 року Красицький закінчив середню школу та розпочав трудову діяльність. Працював у київській філії «Книгоспілки», одночасно в 1926—1927 роках навчався в Київському кооперативному інституті ім. В. Я. Чубаря.
1930 року почав навчання на архітектурному факультеті Київського будівельного інституту, який закінчив у лютому 1936 року. Серед його викладачів були Костянтин Єлева, Василь Кричевський, Валеріян Риков, Іполит Моргілевський, Йосип Каракіс, Павло Хаустов.
З 1934 року працював архітектором у київських проєктних організаціях: у бригаді з проєктування будівлі Верховної Ради УРСР, держуправлінні ЦВК УРСР, Київтрансвузолпроєкті. Під керівництвом архітектора Володимира Заболотного брав участь у проєктуванні будинку Верховної Ради УРСР (складання ескізного проєкту та робочих креслень, бригадир з розробки планів).
У 1939 році одружився та переїхав до Москви, де працював на посаді старшого інженера відділу житлово-комунального господарства Наркомату шляхів сполучення СРСР. У грудні 1944 року повернувся до Києва.
З 1944 по 1961 рік працював на посаді головного архітектора в проєктному інституті Київдіпротранс (до 1951 року — Київтрансвузолпроєкт), займався проєктуванням вокзалів залізничних станцій. У жовтні 1945 року Красицькому було присвоєне звання інженер-майор шляхів і будівництва. 1954 року Красицький був нагороджений знаком «Ударник Сталінського заклику». 1960 року в Києві за проєктом Київдіпротрансу (архітектори Слава Павловський, Геннадій Гранаткін, Анатолій Ігнащенко, Петро Красицький, Станіслав Крушинський) було побудовано станцію метрополітену «Дніпро». У 1961 році перейшов працювати до Науково-дослідного інституту експериментального проєктування на посаду головного архітектора сектору.
1964 року Петро Красицький знову переїжджає до Москви, де працює головним архітектором архітектурно будівельної майстерні Мосдіпротрансу. У 1966 році вийшов на пенсію.
Помер 11 квітня 1968 року в Києві, похований на Байковому кладовищі.

## Творчий доробок
- Будинок Верховної Ради УРСР (1936—1937), головний архітектор — Володимир Заболотний.
- Житлові та адміністративні будинки у Києві: Крутий узвіз, 5; вул. Прорізна, 15; Повітрофлотський проспект (колишня адреса — вул. Земська, 19), житлові будинки Київського радіозавода в Дарниці (1950–60-ті роки).
- Житлові будинки у Москві, Оренбурзі (1934—1935, 1938—1939).
- Будівли вокзалів залізничних станцій Біла Церква (1945)[4], Миронівка (1953)[5], Конотоп (1953)[6][7], Дарниця (1945, тимчасовий; 1954), Арзамас-2, Йошкар-Ола та ін.
- Типові будівлі вокзалів на 50 та 100 пасажирів для залізничних станцій напрямку Москва — Київ — Львів (1953).
- Архітектурне оформлення станції «Дніпро» Київського метрополітену (1960).
- Київський електромеханічний технікум залізничного транспорту (у складі творчого колективу, 1956, Київ, Повітрофлотський проспект, 35)
- Київський будівельний технікум залізничного транспорту (у складі творчого колективу, 1956, Київ, Вінницька вулиця, 10)
- автобусно-залізничний вокзал у Челябінську (1965).
- житлові будинки типових серій 1-438 та 1-480 (цегляні та панельні п'ятиповерхівки, т. зв. «хрущівки») та ін.
- низка промислових споруди та адміністративних будинків у різних містах СРСР.

## Зображення

Будинок Верховної Ради
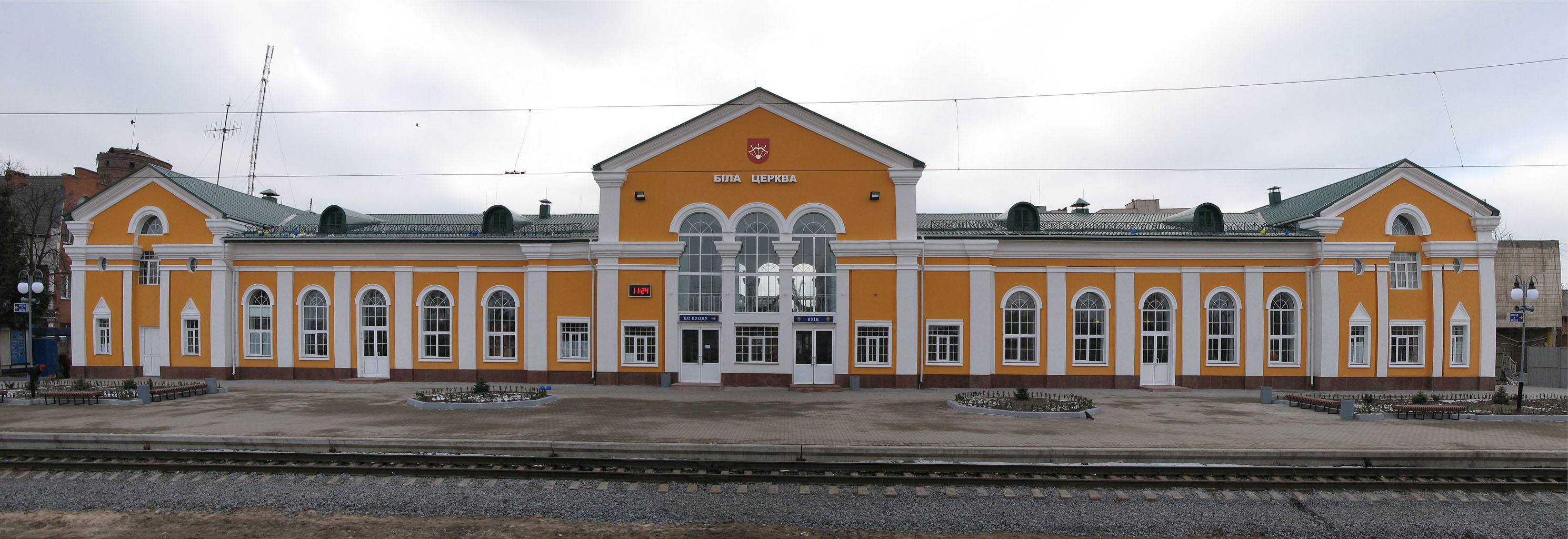
Вокзал станції Біла Церква
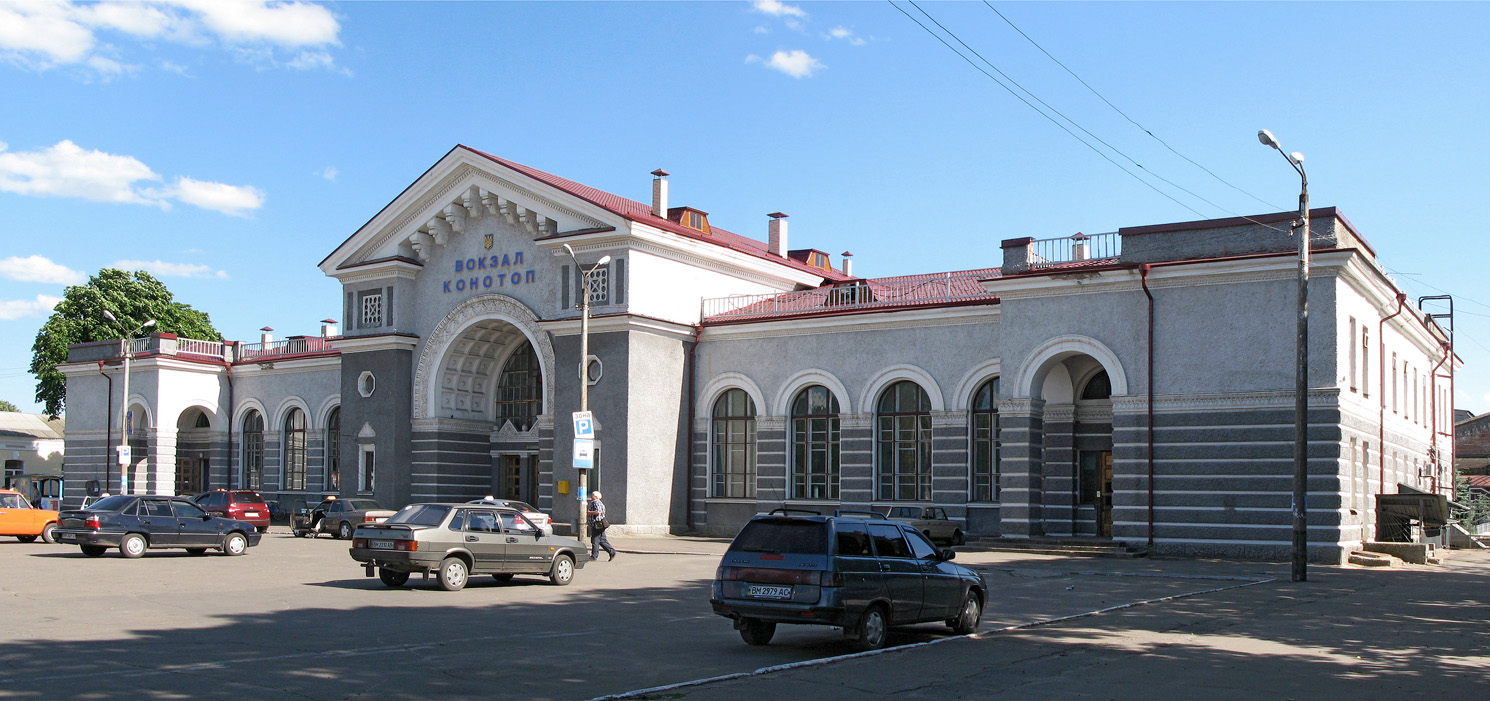
Вокзал станції Конотоп
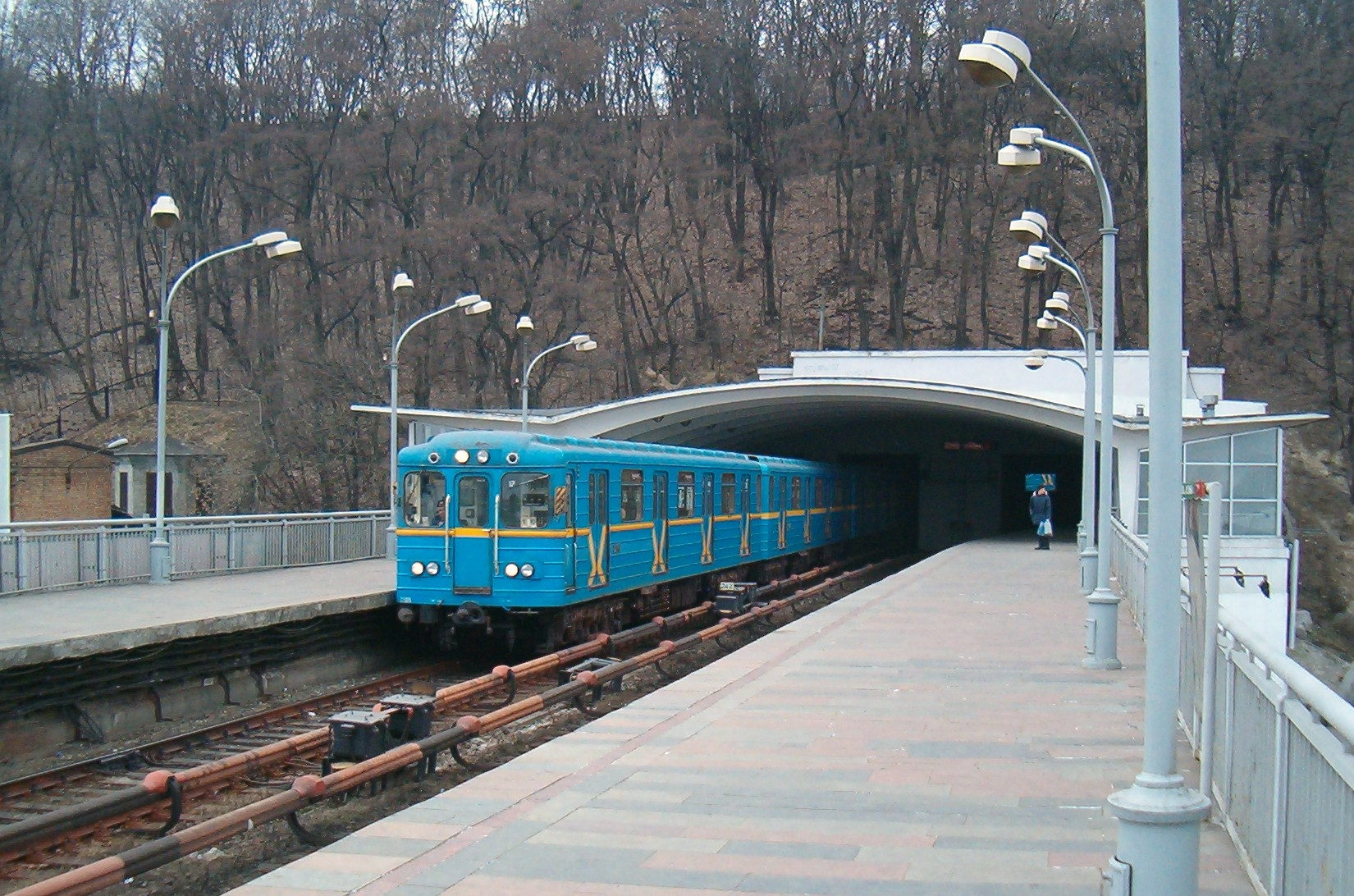
Станція метрополітену «Дніпро»
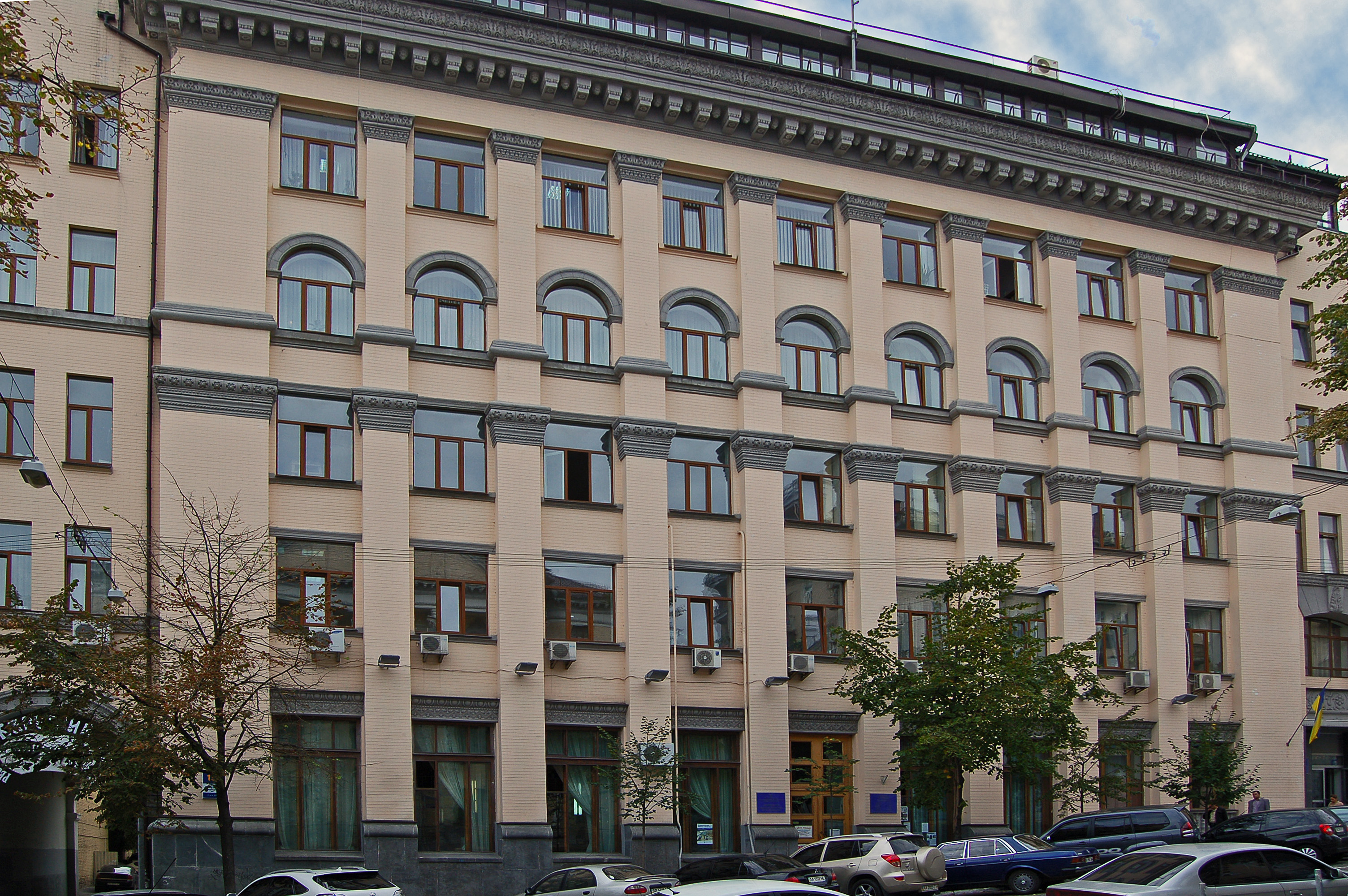
Адміністративний будинок по Прорізній вулиці, 15